# Victor Sebestyen
Victor Sebestyen (geboren 1956 in Budapest) ist ein britischer Journalist und Historiker.

## Leben
Victor Sebestyens Eltern emigrierten nach der Niederschlagung des Ungarischen Volksaufstands 1956 nach England. Sebestyen arbeitete als politischer Journalist u. a. für den Evening Standard, The Times, Daily Mail, New York Times und Newsweek.
Sebestyen veröffentlichte 2015 mit 1946 : das Jahr, in dem die Welt neu entstand sein drittes Buch zur jüngeren Zeitgeschichte.
Sebestyen ist Mitglied im Beraterkreis des Think Tank Wilton Park. Er lebt in London.

## Schriften (Auswahl)
- Lenin: ein Leben. Rowohlt Berlin, Berlin 2017, ISBN 978-3-87134-165-6.
- 1946 - the making of the modern world. London : Weidenfeld and Nicolson, 2015
  - 1946 : das Jahr, in dem die Welt neu entstand. Übersetzung Hainer Kober; Henning Thies. Berlin : Rowohlt, 2015
- Revolution 1989 : the Fall of the Soviet Empire. London : Weidenfeld and Nicolson, 2009
- Twelve Days : How the Hungarians Tried to Topple Their Soviet Masters. London : Weidenfeld and Nicolson, 2006